# Vilhelm II av Sicilien
Vilhelm II av Sicilien, född 1153, död 1189, var en monark (kung) av Sicilien från 1166 till 1189. 